# G8-mötet 2006
2006 års möte mellan G8-ländernas ledare och därtill många inbjudna ledare ägde rum i Konstantinpalatset, Sankt Petersburg i Ryssland den 15-17 juli.

## Deltagare

### G8
| - Premiärminister Stephen Harper - President Jacques Chirac - Förbundskansler Angela Merkel - Premiärminister Romano Prodi | - Premiärminister Junichiro Koizumi - President Vladimir Putin - Premiärminister Tony Blair - President George W. Bush |

### Inbjudna statschefer
| - President Thabo Mbeki - President Luiz Inácio Lula da Silva - President Hu Jintao - Premiärminister Manmohan Singh - President Vicente Fox |

### Internationella organisationer
| Europeiska unionenFinlands premiärminister: Matti Vanhanen EU-kommissionens president: José Manuel Barroso Afrikanska unionen Presidenten i Republiken Kongo: Denis Sassou-Nguesso Oberoende staters samvälde Presidenten i Kazakstan: Nursultan Nazarbajev FN Generalsekreterare: Kofi Annan | IEA Generaldirektör: Claude Mandil IAEA Generaldirektör: Mohamed ElBaradei WHO Generaldirektör: Anders Nordström Unesco Generaldirektör: Koïchiro Matsuura |